# Copa Aldao 1918
La Copa Aldao 1918 fue la duodécima edición del torneo organizado por AFA y AUF. Enfrentó a Racing Club de Argentina, ganador del Campeonato de Primera División 1918; y a Peñarol de Uruguay, ganador del Campeonato de Primera División 1918.
La final se disputó a partido único el 5 de enero de 1919 en el Estadio GEBA de Buenos Aires. Consagrándose campeón el Racing Club, venciendo por 2 a 1, con goles de Alberto Marcovecchio y Alberico Zabaleta. De este modo, el equipo oriundo de Avellaneda se consagró bicampeón del certamen.

## Clubes clasificados
Clasificaron como campeones de 1918 en sus respectivas ligas.
| AAF (Argentina) |  | Racing Club |  | Campeón de Primera División de Argentina (1918) |
| AUF (Uruguay)   |  | Peñarol     |  | Campeón de Primera División de Uruguay (1918)   |

## Partido
| 5 de enero de 1919 | Racing Club                                      | 2:1 (0:0) | Peñarol              | Estadio GEBA, Buenos Aires     |                                |
|                    | Alberto Marcovecchio 55' · Alberico Zabaleta 59' |           | Isabelino Gradín 51' | Árbitro(s): Juan Pedro Barbera | Árbitro(s): Juan Pedro Barbera |

|  | POR | Marcos Croce         |  |
|  | DEF | Roberto Castagnola   |  |
|  | DEF | Armando Reyes        |  |
|  | MED | Nicolás Vivaldo      |  |
|  | MED | Francisco Olazar     |  |
|  | MED | Enrique Macchiavello |  |
|  | DEL | Natalio Perinetti    |  |
|  | DEL | Albérico Zabaleta    |  |
|  | DEL | Alberto Marcovecchio |  |
|  | DEL | Juan Hospital        |  |
|  | DEL | Juan Perinetti       |  |
|  |     |                      |  |

|  | POR | Roberto Chery           |  |
|  | DEF | José Benincasa          |  |
|  | DEF | Ernesto Raffo           |  |
|  | MED | Jorge Pacheco           |  |
|  | MED | Juan Delgado            |  |
|  | MED | Pascual Ruotta          |  |
|  | DEL | José Pérez              |  |
|  | DEL | Armando Artigas         |  |
|  | DEL | Guillermo Ángel Ferrero |  |
|  | DEL | Isabelino Gradín        |  |
|  | DEL | Antonio Campolo         |  |
|  |     |                         |  |

| Anotado | 55' | Alberto Marcovecchio |  |
| Anotado | 59' | Alberico Zabaleta    |  |

| Anotado | 51' | Isabelino Gradín |  |

| Árbitro | Juan Pedro Barbera |
|         |                    |
|         |                    |

|  | POR | Marcos Croce         |  |
|  | DEF | Roberto Castagnola   |  |
|  | DEF | Armando Reyes        |  |
|  | MED | Nicolás Vivaldo      |  |
|  | MED | Francisco Olazar     |  |
|  | MED | Enrique Macchiavello |  |
|  | DEL | Natalio Perinetti    |  |
|  | DEL | Albérico Zabaleta    |  |
|  | DEL | Alberto Marcovecchio |  |
|  | DEL | Juan Hospital        |  |
|  | DEL | Juan Perinetti       |  |
|  |     |                      |  |

|  | POR | Roberto Chery           |  |
|  | DEF | José Benincasa          |  |
|  | DEF | Ernesto Raffo           |  |
|  | MED | Jorge Pacheco           |  |
|  | MED | Juan Delgado            |  |
|  | MED | Pascual Ruotta          |  |
|  | DEL | José Pérez              |  |
|  | DEL | Armando Artigas         |  |
|  | DEL | Guillermo Ángel Ferrero |  |
|  | DEL | Isabelino Gradín        |  |
|  | DEL | Antonio Campolo         |  |
|  |     |                         |  |

| Anotado | 55' | Alberto Marcovecchio |  |
| Anotado | 59' | Alberico Zabaleta    |  |

| Anotado | 51' | Isabelino Gradín |  |

| Árbitro | Juan Pedro Barbera |
|         |                    |
|         |                    |

|                                |
|                                |
| Campeón Racing Club 2.º título |